# クワトロフォルマッジ

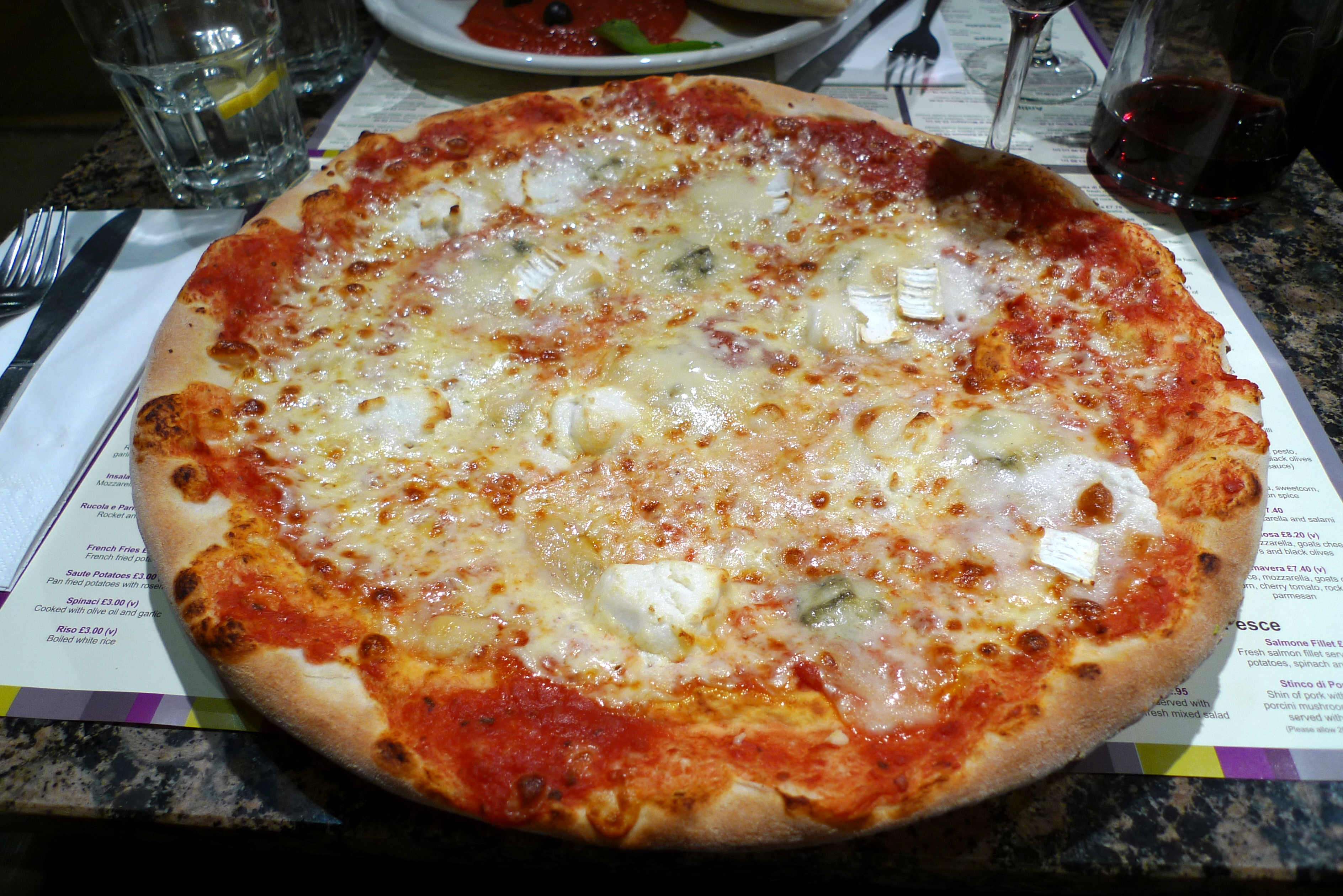
クワトロフォルマッジの例（ロンドン）

クワトロフォルマッジ、クワットロフォルマッジ（イタリア語: pizza ai quattro formaggi）は、イタリアのピザの一種。

## 概要
イタリア語で「クアトロ（quattro）」は「4つの」、「フォルマッジ（formaggi）」は「チーズ」の複数形であり、その名の通りに4種類のチーズを用いたピザである。使用するチーズに決まりはないが、ゴルゴンゾーラ、タレッジョ、モッツァレッラ、パルミジャーノ・レッジャーノの組み合わせが代表的である。
クアトロフォルマッジはチーズが主役の料理であり、どの種類のチーズを使用して組み合わせるかによって味が決まると言える。

## 日本での食され方
イタリアの一部地域では、ゴルゴンゾーラなどのブルーチーズにハチミツをかけてデザート感覚で食べる。ハチミツの甘味によってブルーチーズ独特の味のクセがマイルドになるためである。日本では、こういったことからクワトロフォルマッジにハチミツをかける食べ方が広まっている。